# 赵思绾
趙思綰（9世纪—949年），鄴都（廣晉府，河北省大名縣）人。五代后汉名將、以兇殘著稱。最早是河中節度使赵匡赞牙將。後漢乾祐元年（948年），趙思綰聯合凤翔節度史王景崇反叛，佔據永興军（治長安），乾佑二年（949年）五月，城中無糧，遂殺妇女、儿童以為糧。七月李守貞自焚而亡，後為郭威所敗，七月，赵思绾出降，后汉隐帝任命其为镇国军留后，并催促其上任，然而赵思绾久不行动，此时后蜀欲策反赵思绾，赵思绾亦有意投奔后蜀，郭威部下郭从义将此密报给郭威， 之后并按令将赵思绾与其子斩于闹市，并诛杀其父兄、部曲三百多人。没收赵思绾家产共得二十万贯，一半充公，一半赈灾，清点城中百姓，原来十几万余人的长安城只剩下了一万余人。趙思綰好食人肉，每次犒劳将士都杀人数百而食，史載：“趙思綰好食人肝，嘗面剖而膾之。膾盡，人猶未死。又好以酒吞人膽，謂人曰：‘吞此千枚，則膽無敵矣。’”